# 中町 (新宿区)
中町（なかちょう）は、東京都新宿区の町名。「丁目」の設定のない単独町名である。住居表示未実施。

## 地理
新宿区の北東部に位置し、牛込地域の町である。町域北東部は、袋町に接する。南東部は南町に接する。南西部は、細工町・納戸町に接する。北西部は北町に接する（地名はいずれも新宿区）。主に住宅地として利用され、マンションなども見られる。牛込中町とも呼ばれている。

### 地価
住宅地の地価は、2025年（令和7年）1月1日の公示地価によれば、中町32番1の地点で135万円/m2となっている。

## 歴史
元々は牛込中御徒町と呼ばれていたが、1872年（明治5年）に牛込中町と改名された。

## 世帯数と人口
2025年（令和7年）3月1日現在（新宿区発表）の世帯数と人口は以下の通りである。
- 世帯数 : 266世帯
- 人口 : 523人

### 人口の変遷
国勢調査による人口の推移。
| 年                 | 人口 |
| ------------------ | ---- |
| 1995年（平成7年）  | 507  |
| 2000年（平成12年） | 476  |
| 2005年（平成17年） | 422  |
| 2010年（平成22年） | 473  |
| 2015年（平成27年） | 519  |
| 2020年（令和2年）  | 530  |

### 世帯数の変遷
国勢調査による世帯数の推移。
| 年                 | 世帯数 |
| ------------------ | ------ |
| 1995年（平成7年）  | 213    |
| 2000年（平成12年） | 208    |
| 2005年（平成17年） | 196    |
| 2010年（平成22年） | 235    |
| 2015年（平成27年） | 266    |
| 2020年（令和2年）  | 291    |

## 学区
区立小・中学校に通う場合、学区は以下の通りとなる（2018年8月時点）。
- 区域 : 全域
  - 小学校 : 新宿区立愛日小学校
  - 中学校 : 新宿区立牛込第三中学校

## 事業所
2021年（令和3年）現在の経済センサス調査による事業所数と従業員数は以下の通りである。
- 事業所数 : 18事業所
- 従業員数 : 121人

### 事業者数の変遷
経済センサスによる事業所数の推移。
| 年                 | 事業者数 |
| ------------------ | -------- |
| 2016年（平成28年） | 28       |
| 2021年（令和3年）  | 18       |

### 従業員数の変遷
経済センサスによる従業員数の推移。
| 年                 | 従業員数 |
| ------------------ | -------- |
| 2016年（平成28年） | 124      |
| 2021年（令和3年）  | 121      |

## 施設
- 新宿区立中町図書館
- 宮城道雄記念館

## 出身・ゆかりのある人物
- 俵田寛夫（宇部興産副社長、宇部サイコン社長） - 住所が中町[16]。
- 松波仁一郎（法学博士、東京帝国大学教授） - 住所が中町[17]。
- 宮城道雄（作曲家・箏曲家） -  中町に住まいした。戦中疎開したが、戦後中町の住居を再建している。

## その他

### 日本郵便
- 郵便番号 : 162-0835[3]（集配局 : 牛込郵便局[18]）。